# Суринам на летних Олимпийских играх 2016
Суринам на летних Олимпийских играх 2016 года был представлен шестью спортсменами в четырёх видах спорта. 
По итогам Игр представители Суринама не завоевали ни одной медали.

## Состав сборной
Бадминтон
1. Сорен Опти

 Дзюдо
1. Игал Копински

 Лёгкая атлетика
1. Юрген Темен
2. Сунайна Вахи

 Плавание
1. Ренцо Тьон-А-Джой
2. Эвита Летер

## Результаты соревнований

### Бадминтон
Единственную олимпийскую лицензию в бадминтоне сборная Суринама получила по решению трёхсторонней комиссии.
Одиночный разряд
| Соревнование | Спортсмены | Групповой этап                       | Групповой этап                | Групповой этап | 1/8 финала           | 1/4 финала           | 1/2 финала           | Финал                | Итоговое место |
| Соревнование | Спортсмены | Соперник Счёт                        | Соперник Счёт                 | Место          | 1/8 финала           | 1/4 финала           | 1/2 финала           | Финал                | Итоговое место |
| ------------ | ---------- | ------------------------------------ | ----------------------------- | -------------- | -------------------- | -------------------- | -------------------- | -------------------- | -------------- |
| мужчины      | Сорен Опти | Ли Чонг Вей (MAS) П 0:2 (2:21, 3:21) | Вонг (SIN) П 0:2 (5:21, 6:21) | 3              | Завершил выступление | Завершил выступление | Завершил выступление | Завершил выступление | 17             |

### Водные виды спорта

#### Плавание
В следующий раунд на каждой дистанции проходят спортсмены, показавшие лучший результат, независимо от места, занятого в своём заплыве.
Мужчины
| Дистанция                | Спортсмены        | Предварительный раунд | Предварительный раунд | Предварительный раунд | Полуфинал            | Полуфинал            | Полуфинал            | Финал                | Финал                |
| Дистанция                | Спортсмены        | Заплыв                | Результат             | Место                 | Заплыв               | Результат            | Место                | Результат            | Место                |
| ------------------------ | ----------------- | --------------------- | --------------------- | --------------------- | -------------------- | -------------------- | -------------------- | -------------------- | -------------------- |
| 50 метров вольным стилем | Ренцо Тьон-А-Джой | 7                     | 22.23 NR              | 21                    | Завершил выступление | Завершил выступление | Завершил выступление | Завершил выступление | Завершил выступление |

Женщины
| Дистанция          | Спортсмены  | Предварительный раунд | Предварительный раунд | Предварительный раунд | Полуфинал             | Полуфинал             | Полуфинал             | Финал                 | Финал                 |
| Дистанция          | Спортсмены  | Заплыв                | Результат             | Место                 | Заплыв                | Результат             | Место                 | Результат             | Место                 |
| ------------------ | ----------- | --------------------- | --------------------- | --------------------- | --------------------- | --------------------- | --------------------- | --------------------- | --------------------- |
| 100 метров брассом | Эвита Летер | 2                     | 1:14.96               | 37                    | Завершила выступление | Завершила выступление | Завершила выступление | Завершила выступление | Завершила выступление |

### Дзюдо
Соревнования по дзюдо проводились по системе с выбыванием. В утешительные раунды попадали спортсмены, проигравшие полуфиналистам турнира. Два спортсмена, одержавших победу в утешительном раунде, в поединке за бронзу сражались с дзюдоистами, проигравшими в полуфинале.
Мужчины
| Категория | Спортсмены    | 1/32 финала        | 1/16 финала             | 1/8 финала           | Четвертьфинал        | Полуфинал            | Финал                | Место |
| Категория | Спортсмены    | Соперник Результат | Соперник Результат      | Соперник Результат   | Соперник Результат   | Соперник Результат   | Соперник Результат   | Место |
| --------- | ------------- | ------------------ | ----------------------- | -------------------- | -------------------- | -------------------- | -------------------- | ----- |
| до 66 кг  | Игал Копински | Не участвовал      | ALGХ. Зурдани П 000:100 | Завершил выступление | Завершил выступление | Завершил выступление | Завершил выступление | 17    |

### Лёгкая атлетика
Мужчины
Беговые дисциплины
| Дисциплина        | Спортсмен   | Предварительный раунд | Предварительный раунд | Предварительный раунд | Четвертьфиналы | Четвертьфиналы | Четвертьфиналы | Полуфиналы           | Полуфиналы           | Полуфиналы           | Финал                | Финал                |
| Дисциплина        | Спортсмен   | Забег                 | Время                 | Место                 | Забег          | Время          | Место          | Забег                | Время                | Место                | Время                | Место                |
| ----------------- | ----------- | --------------------- | --------------------- | --------------------- | -------------- | -------------- | -------------- | -------------------- | -------------------- | -------------------- | -------------------- | -------------------- |
| бег на 100 метров | Юрген Темен | Не участвовал         | Не участвовал         | Не участвовал         | 7              | 10.47          | 8              | Завершил выступление | Завершил выступление | Завершил выступление | Завершил выступление | Завершил выступление |

Женщины
Беговые дисциплины
| Дисциплина        | Спортсмен    | Предварительный раунд | Предварительный раунд | Предварительный раунд | Четвертьфиналы | Четвертьфиналы | Четвертьфиналы | Полуфиналы           | Полуфиналы           | Полуфиналы           | Финал                | Финал                |
| Дисциплина        | Спортсмен    | Забег                 | Время                 | Место                 | Забег          | Время          | Место          | Забег                | Время                | Место                | Время                | Место                |
| ----------------- | ------------ | --------------------- | --------------------- | --------------------- | -------------- | -------------- | -------------- | -------------------- | -------------------- | -------------------- | -------------------- | -------------------- |
| бег на 100 метров | Сунайна Вахи | 2                     | 12.09                 | 1 (Q)                 | 4              | 12.25          | 8              | Завершил выступление | Завершил выступление | Завершил выступление | Завершил выступление | Завершил выступление |